# Mario's Tennis (jeu vidéo, 1995)
Mario's Tennis (マリオズテニス, Mariozu Tenisu) est un jeu vidéo de Tennis sorti en 1995 sur Virtual Boy. Il s'agit du premier opus de la série Mario Tennis. Le titre fait partie des jeux de lancement de la Virtual Boy au Japon et est inclus avec la console aux États-Unis.
Sept personnages de l'univers de Super Mario sont présents: Mario, Luigi, Toad, Princesse Peach, Koopa Troopa, Yoshi et Donkey Kong Junior.
Le jeu aurait dû proposer un mode 2 joueurs en reliant 2 Virtual Boy entre eux grâce à un câble Link, toutefois en raison des ventes décevantes du Virtual Boy, Nintendo ne sortit jamais ce câble.

## Système de jeu
Mario's Tennis est un jeu de sport dans lequel le joueur incarne un des sept personnages disponibles et participe à des matchs de tennis. Les personnages, soit Mario, Luigi, Toad, Princesse Peach, Koopa, Yoshi et Donkey Kong Junior, et le lieu où prend place le jeu proviennent de l'univers de la série Super Mario.

## Accueil
Le jeu est l'un des meilleurs du virtual boy avec Wario Land, cependant le manque de personnages et la présence d'un court unique est décevante.[réf. nécessaire]